# Alestopetersius
Alestopetersius es un género de peces carácidos de la familia de los Alestidae y de la orden de los Characiformes.
Se encuentra distribuido por la región central del continente africano.

## Especies
Se reconocen diez especies dentro del género:
- Alestopetersius bifasciatus  (Poll, 1967)
- Alestopetersius brichardi (Poll, 1967)
- Alestopetersius caudalis (Boulenger, 1899)
- Alestopetersius compressus (Poll & J. P. Gosse, 1963)
- Alestopetersius conspectus (Mbimbe & Stiassny, 2012)
- Alestopetersius hilgendorfi (Boulenger, 1899)
- Alestopetersius leopoldianus (Boulenger, 1899)
- Alestopetersius nigropterus (Poll, 1967)
- Alestopetersius smykalai (Poll, 1967)
- Alestopetersius tumbensis (Hoedeman, 1951)